# Saison 2020 de la National Rugby League
Navigation
Édition précédente Édition suivante
La saison 2020 de la National Rugby League est la cent-treizième édition de cette compétition depuis que celle-ci a été créée en 1908, elle se déroule du 12 mars 2020 au 25 octobre 2020. Seize équipes jouent 26 journées de championnat (phase régulière), les huit meilleures d'entre elles sont qualifiées pour les phases finales, dans le but de se qualifier pour la grande finale.
Le 23 mars, après seulement deux journées disputées, l'Australian Rugby League Commission annonce qu'elle suspend l'épreuve, en raison de la pandémie de coronavirus. Courant avril, l'ARL Commission, via son commissaire Wayne Pearce, affirme son intention de reprendre la saison le 28 mai, tout en n'excluant pas un huis clos, avec des rencontres sans aucun supporter, en fonction des recommandations gouvernementales australiennes et néo-zélandaises,.

## Équipes
Pour la treizième année consécutive, les mêmes clubs disputent la compétition.
| Club                         | Classement en 2019        | Entraîneur(s)                          | Capitaine (s)                                              | Stade (s)                                                   | Capacité             |
| ---------------------------- | ------------------------- | -------------------------------------- | ---------------------------------------------------------- | ----------------------------------------------------------- | -------------------- |
| Brisbane Broncos             | 1er tour (8e)             | Anthony Seibold → Peter Gentle         | Brodie Croft Alex Glenn Joseph Ofahengaue Patrick Carrigan | Suncorp Stadium                                             | 52 500               |
| Canberra Raiders             | Finaliste (4e)            | Ricky Stuart                           | Jarrod Croker                                              | Canberra Stadium                                            | 25 011               |
| Canterbury Bulldogs          | 12e                       | Dean Pay → Steve Georgallis            | Josh Jackson                                               | ANZ Stadium Belmore Sports Ground Western Sydney Stadium    | 83 500 20 000 30 000 |
| Cronulla-Sutherland Sharks   | 1er tour (7e)             | John Morris                            | Wade Graham                                                | Jubilee Oval                                                | 20 500               |
| Gold Coast Titans            | 16e                       | Justin Holbrook                        | Kevin Proctor Jamal Fogarty                                | Cbus Super Stadium                                          | 27 400               |
| Manly-Warringah Sea Eagles   | 2e tour (6e)              | Des Hasler                             | Daly Cherry-Evans                                          | Lottoland                                                   | 23 000               |
| Melbourne Storm              | Finale préliminaire (1er) | Craig Bellamy                          | Cameron Smith                                              | AAMI Park                                                   | 29 500               |
| Newcastle Knights            | 11e                       | Adam O'Brien                           | Mitchell Pearce                                            | Hunter Stadium                                              | 33 000               |
| New Zealand Warriors         | 13e                       | Stephen Kearney → Todd Payten          | Roger Tuivasa-Sheck                                        | Mount Smart Stadium                                         | 30 000               |
| North Queensland Cowboys     | 14e                       | Paul Green → Josh Hannay               | Michael Morgan Jason Taumalolo                             | North Queensland Stadium                                    | 25 000               |
| Parramatta Eels              | 2e tour (5e)              | Brad Arthur                            | Clinton Gutherson                                          | Western Sydney Stadium                                      | 30 000               |
| Penrith Panthers             | 10e                       | Ivan Cleary                            | James Tamou                                                | Penrith Stadium                                             | 22 500               |
| St. George Illawarra Dragons | 15e                       | Paul McGregor → Dean Young             | Cameron McInnes                                            | Jubilee Oval WIN Stadium                                    | 20 500 23 000        |
| South Sydney Rabbitohs       | Finale préliminaire (3e)  | Wayne Bennett → Jason Demetriou (int.) | Adam Reynolds                                              | ANZ Stadium Western Sydney Stadium                          | 83 500 30 000        |
| Sydney Roosters              | Champion (2e)             | Trent Robinson                         | Jake Friend                                                | Sydney Cricket Ground                                       | 48 000               |
| Wests Tigers                 | 9e                        | Michael Maguire                        | Moses Mbye Benji Marshall                                  | Campbelltown Stadium Leichhardt Oval Western Sydney Stadium | 20 000 30 000        |

## Résultats

### Classement de la phase régulière
| Rang | Franchise            | Joués | V  | N | D  | B | PP  | PC  | Diff | Points |
| 1    | Penrith              | 20    | 18 | 1 | 1  | 0 | 537 | 238 | +299 | 37     |
| 2    | Melbourne (DF)       | 20    | 16 | 0 | 4  | 0 | 534 | 276 | +258 | 32     |
| 3    | Parramatta           | 20    | 15 | 0 | 5  | 0 | 392 | 288 | +104 | 30     |
| 4    | Sydney (CH)          | 20    | 14 | 0 | 6  | 0 | 552 | 322 | +230 | 28     |
| 5    | Canberra (F)         | 20    | 14 | 0 | 6  | 0 | 445 | 317 | +128 | 28     |
| 6    | South Sydney (DF)    | 20    | 12 | 0 | 8  | 0 | 521 | 352 | +169 | 24     |
| 7    | Newcastle            | 20    | 11 | 1 | 8  | 0 | 421 | 374 | +47  | 23     |
| 8    | Cronulla-Sutherland  | 20    | 10 | 0 | 10 | 0 | 480 | 480 | 0    | 20     |
| 9    | Gold Coast (CB)      | 20    | 9  | 0 | 11 | 0 | 346 | 463 | -117 | 18     |
| 10   | New Zealand          | 20    | 8  | 0 | 12 | 0 | 343 | 458 | -115 | 16     |
| 11   | Wests Tigers         | 20    | 7  | 0 | 13 | 0 | 440 | 505 | -65  | 14     |
| 12   | St. George Illawarra | 20    | 7  | 0 | 13 | 0 | 378 | 452 | -74  | 14     |
| 13   | Manly-Warringah      | 20    | 7  | 0 | 13 | 0 | 375 | 509 | -134 | 14     |
| 14   | North Queensland     | 20    | 5  | 0 | 15 | 0 | 368 | 520 | -152 | 10     |
| 15   | Canterbury-Bankstown | 20    | 3  | 0 | 17 | 0 | 282 | 504 | -222 | 6      |
| 16   | Brisbane             | 20    | 3  | 0 | 17 | 0 | 268 | 624 | -356 | 6      |

| - Qualifié pour les phases finales (#1 à #8). |
| CH : Champion 2019, FI : Finaliste 2019, CB : Cuillère de bois 2019, DF : Demi-finaliste 2019                                                                                           |
| abréviations=Pts, points; J, matchs joués; V, victoires ; N, match nuls ; D, défaites ; B, bye ; PP, points pour ; PC, points contre ; Diff, différence de points ; T, tenant du titre. |

Attribution des points : 2 points sont attribués pour une victoire, 1 point pour un match nul, 0 point en cas de défaite, 2 lorsque l'épique est exempte (bye).
Source : nrl.com

### Playoffs
Lors des Finales de qualification, le vainqueur des deux machs opposant les premier et quatrième de la phase régulière, et du deuxième et le troisième, sont directement qualifiés pour les finales préliminaires. Les vaincus de ces deux rencontres sont opposés aux deux vainqueurs des deux autres rencontres des Finales de qualification.
|           | 1er tour des play offs   | 1er tour des play offs          | 1er tour des play offs   | |            |                                 |                           | Demi-finales préliminaires | Demi-finales préliminaires |                           |  |          |           | Demi-finales              | Demi-finales              |  |  | Grande finale           | Grande finale           |  |
|           |                          |                                 |                          | |            |                                 |                           |                            |                            |                           |  |          |           |                           |                           |  |  |                         |                         |  |
|           |                          | QPO1 : le 2 octobre 2020        |                          | |            |                                 |                           |                            |                            |                           |  |          |           |                           |                           |  |  |                         |                         |  |
|           | 1                        | Penrith                         | 29                       | |            |                                 |                           |                            |                            |                           |  |          |           |                           |                           |  |  |                         |                         |  |
|           | 4                        | Sydney                          | 28                       | |            |                                 |                           | PSF1 : le 9 octobre 2020   |                            |                           |  |          |           |                           |                           |  |  |                         |                         |  |
|           |                          |                                 |                          | |            |                                 |                           | Sydney                     | 18                         |                           |  |          |           |                           |                           |  |  |                         |                         |  |
|           |                          | EPO1 : le 3 octobre 2020        | EPO1 : le 3 octobre 2020 | |            |                                 |                           | Canberra                   | 22                         |                           |  |          |           | QSF1 : le 17 octobre 2020 | QSF1 : le 17 octobre 2020 |  |  |                         |                         |  |
|           | 5                        | Canberra                        | 32                       | |            |                                 |                           |                            |                            |                           |  |          |           | Penrith                   | 20                        |  |  |                         |                         |  |
|           | 8                        | Cronulla-Sutherland             | 20                       | |            |                                 |                           |                            |                            |                           |  |          |           | South Sydney              | 16                        |  |  | GF : le 25 octobre 2020 | GF : le 25 octobre 2020 |  |
|           |                          |                                 |                          | |            |                                 |                           |                            |                            |                           |  |          |           |                           |                           |  |  | Penrith                 | 20                      |  |
|           |                          | EPO2 : le 4 octobre 2020        | EPO2 : le 4 octobre 2020 | EPO2 : le 4 octobre 2020 |            |                                 |                           |                            |                            | QSF2 : le 16 octobre 2020 |  |          |           | Melbourne                 | 26                        |  |  |                         |                         |  |
|           | 6                        | South Sydney                    | 46                       | |            |                                 |                           |                            |                            |                           |  |          | Melbourne | 30                        |                           |  |  |                         |                         |  |
|           | 7                        | Newcastle                       | 20                       | |            | PSF2 : le 10 octobre 2020       | PSF2 : le 10 octobre 2020 |                            |                            |                           |  | Canberra | 10        |                           |                           |  |  |                         |                         |  |
|           |                          |                                 |                          | | Parramatta | 24                              |                           |                            |                            |                           |  |          |           |                           |                           |  |  |                         |                         |  |
|           | QPO2 : le 3 octobre 2020 | QPO2 : le 3 octobre 2020        | QPO2 : le 3 octobre 2020 | QPO2 : le 3 octobre 2020 |            |                                 |                           | South Sydney               | 38                         |                           |  |          |           |                           |                           |  |  |                         |                         |  |
|           | 2                        | Melbourne                       | 36                       | |            |                                 |                           |                            |                            |                           |  |          |           |                           |                           |  |  |                         |                         |  |
|           | 3                        | Parramatta                      | 24                       | |            |                                 |                           |                            |                            |                           |  |          |           |                           |                           |  |  |                         |                         |  |
|           |                          |                                 |                          | \| Légende : \| \| Progression de l'équipe défaite \| \| Progression de l'équipe victorieuse \| \| Progression de l'équipe choisie \| |            |                                 |                           |                            |                            |                           |  |          |           |                           |                           |  |  |                         |                         |  |
| Légende : |                          | Progression de l'équipe défaite |                          | Progression de l'équipe victorieuse                                                                                                   |            | Progression de l'équipe choisie |                           |                            |                            |                           |  |          |           |                           |                           |  |  |                         |                         |  |

Semaine 1. Qualification/Elimination en phase finale : les rencontres sont déterminées suivant le classement des équipes de la saison régulière. Les équipes ayant obtenu un meilleur rang affrontant l'équipe ayant le moins bon rang. Les équipes ayant le meilleur rang reçoivent.
Semaine 2. Les demi-finales préliminaires : les rencontres sont déterminées suivant le classement des équipes de la saison régulière. Les équipes ayant obtenu un meilleur rang affrontant l'équipe ayant le moins bon rang. Les équipes ayant le meilleur rang reçoivent.
Semaine 3. Les demi-finales : les vainqueurs des précédentes phases qualificatives s'affrontent pour déterminer les deux finalistes. Les adversaires sont décidées en fonction du choix de l'équipe ayant obtenu le meilleur classement lors de la saison régulière entre les deux équipes ayant le moins bon classement. Ce sont les vainqueurs de la semaine 1 qui reçoivent.

### Grande Finale
(mt : 22 - 0)
Homme du match :  Ryan Papenhuyzen
Points marqués : 
- Melbourne : 4 essais d'Olam (3e), Vunivalu (30e), C. Smith (39e) et Papenhuyzen (45e) ; 2 transformations de C. Smith (4e, 31e et 40e) ; 2 pénalités de C. Smith (22e et 26e) ; 2 cartons de jaunes de Jahrome Hughes (70e) et B. Smith (79e).
- Penrith : 4 essais de To'o (52e), Crichton (68e), Mansour (71e) et Cleary (79e) ; 2 transformations de Cleary (53e et 69e).

Évolution du score : 6-0, 8-0, 10-0, 16-0, 22-0 (mi-temps), 26-0, 26-6, 26-12, 26-16, 26-20
Arbitre :  Gerard Sutton
Spectateurs : 40 000
Composition des équipes :
- Melbourne : Ryan Papenhuyzen - Suliasi Vunivalu, Brenko Lee, Justin Olam, Josh Addo-Carr - Cameron Munster, Jahrome Hughes - Jesse Bromwich, Cameron Smith (c), Christian Welch, Felise Kaufusi, Kenneath Bromwich, Nelson Asofa-Solomona - Brandon Smith, Tino Fa'asuamaleaui, Dale Finucane, Nicho Hynes - Entraîneur : Craig Bellamy
- Penrith : Dylan Edwards - Josh Mansour, Stephen Crichton, Tyrone May, Brian To'o - Jarome Luai, Nathan Cleary - James Tamou (c), Apisai Koroisau, James Fisher-Harris, Viliame Kikau, Liam Martin, Isaah Yeo - Brent Naden, Kurt Capewell, Moses Leota, Zane Tetevano - Entraîneur : Ivan Cleary

## Statistiques

### Meilleurs marqueurs de points
| Rang | Joueur         | Club                 | Poste            | Points | Essais | Goals | Drops |
| ---- | -------------- | -------------------- | ---------------- | ------ | ------ | ----- | ----- |
| 1    | Adam Reynolds  | South Sydney         | Demi de mêlée    | 221    | 6      | 98    | 1     |
| 2    | Nathan Cleary  | Penrith              | Demi de mêlée    | 208    | 8      | 86    | 4     |
| 3    | Kyle Flanagan  | Sydney Roosters      | Demi de mêlée    | 198    | 4      | 91    | 0     |
| 4    | Cameron Smith  | Melbourne            | Talonneur        | 184    | 3      | 86    | 0     |
| 5    | Zac Lomax      | St. George Illawarra | Centre           | 178    | 13     | 63    | 0     |
| 6    | Jarrod Croker  | Canberra             | Centre           | 162    | 5      | 71    | 0     |
| 7    | Kalyn Ponga    | Newcastle            | Arrière          | 132    | 10     | 46    | 0     |
| 8    | Mitchell Moses | Parramatta           | Demi de mêlée    | 127    | 3      | 57    | 1     |
| 9    | Kyle Feldt     | North Queensland     | Ailier           | 122    | 19     | 23    | 0     |
| 10   | Shaun Johnson  | Cronulla-Sutherland  | Demi d'ouverture | 120    | 2      | 56    | 0     |

### Meilleurs marqueurs d'essais
| Rang | Joueur           | Club                 | Poste            | Essais |
| ---- | ---------------- | -------------------- | ---------------- | ------ |
| 1    | Alex Johnston    | South Sydney         | Ailier           | 23     |
| 2    | Kyle Feldt       | North Queensland     | Ailier           | 19     |
| 3    | Stephen Crichton | Penrith              | Centre           | 17     |
| -    | David Nofoaluma  | Wests Tigers         | Ailier           | 17     |
| 5    | Josh Addo-Carr   | Melbourne            | Ailier           | 16     |
| -    | Sione Katoa      | Cronulla-Sutherland  | Ailier           | 16     |
| 7    | Maika Sivo       | Parramatta           | Ailier           | 15     |
| 8    | Nick Cotric      | Canberra             | Ailier           | 14     |
| -    | Suliasi Vunivalu | Melbourne            | Ailier           | 14     |
| 10   | Campbell Graham  | South Sydney         | Centre           | 13     |
| -    | Matthew Dufty    | St. George Illawarra | Arrière          | 13     |
| -    | Zac Lomax        | St. George Illawarra | Centre           | 13     |
| -    | Mikaele Ravalawa | St. George Illawarra | Ailier           | 13     |
| -    | Jack Wighton     | Canberra             | Demi d'ouverture | 13     |

## Récompenses individuelles
Les trophées « Dally M Medal » sont, comme d'habitude, remis après la fin de la saison régulière de la NRL et ne prennent pas en compte les rencontres de la phase finale.
| Points | Joueur            |
| ------ | ----------------- |
| 26     | Jack Wighton      |
| 25     | Clinton Gutherson |
| 24     | Nathan Cleary     |
| 22     | Cameron Smith     |
| 18     | Luke Keary        |
| -      | Shaun Johnson     |
| 17     | Adam Reynolds     |
| -      | Jarome Luai       |
| 16     | Kalyn Ponga       |

| Poste                     | Joueur              |
| ------------------------- | ------------------- |
| Meilleur arrière          | Clinton Gutherson   |
| Meilleur ailier           | Josh Addo-Carr      |
| Meilleur ailier           | David Nofoaluma     |
| Meilleur centre           | Stephen Crichton    |
| Meilleur centre           | Kotoni Staggs       |
| Meilleur demi d'ouverture | Jack Wighton        |
| Meilleur de mêlée         | Nathan Cleary       |
| Meilleur troisième ligne  | Isaah Yeo           |
| Meilleur deuxième ligne   | Tohu Harris         |
| Meilleur deuxième ligne   | Viliame Kikau       |
| Meilleur pilier           | James Fisher-Harris |
| Meilleur pilier           | Josh Papalii        |
| Meilleur talonneur        | Cameron Smith       |
| Meilleur remplaçant       |                     |

| Poste                      | Lauréat              |
| -------------------------- | -------------------- |
| Provan-Summons Medal       | New Zealand Warriors |
| Débutant de l'année        | Harry Grant          |
| Capitaine de l'année       | Roger Tuivasa-Sheck  |
| Entraîneur de l'année      | Ivan Cleary          |
| Meilleur marqueur d'essais | Alex Johnston        |
| Ken Stephen Medal          |                      |
| Joueuse de l'année         | Ali Brigginshaw      |

## Médiatisation
Le championnat est évidemment très médiatisé en Australie, sport où le rugby à XIII est roi.
Au Royaume-Uni, il est également très suivi par les médias britanniques au nombre desquels on compte Rugby League World , Rugby Leaguer & League Express et League Weekly. 
Dans les pays francophones, (principalement la France), le site internet Treize Mondial rend compte chaque semaine, voire chaque jour du déroulé de la compétition. Midi Olympique couvre également l'évènement, mais pas de manière continue, et  en en relatant surtout les résultats chaque semaine, dans son « édition rouge ». Des matchs sont diffusés par les chaines payantes du groupe Beinsport.